# 土库曼黑粉菌
土库曼黑粉菌（学名：Ustilago turcomanica）是属于黑粉菌目黑粉菌科黑粉菌属的一种真菌，寄生在旱麦草属植物上。该种分布于中国、哈萨克斯坦、乌兹别克斯坦、土库曼斯坦、阿塞拜疆、伊朗、俄罗斯、美国等地。